# Agivey River
Agivey River är ett vattendrag i Storbritannien. Det ligger i riksdelen Nordirland, i den västra delen av landet. Agivey River mynnar i Lower Bann.